# Umohoíta
La umohoíta es un mineral de la clase de los minerales óxidos. Fue descubierta en 1953 en una mina del condado de Piute en Utah (Estados Unidos), siendo nombrada así por su composición química: U (uranio) + MO (molibdeno) + H (hidrógeno) + O (oxígeno).

## Características químicas
Es un óxido de molibdeno hidratado con aniones adicionales de uranilo, que cristaliza en el sistema cristalino triclínico.

## Formación y yacimientos
Aparece como raro mineral secundario, típicamente en yacimientos de minerales del uranio con molibdeno alojados en sedimentos, formado en la zona de oxidación encima del nivel freático.
Suele encontrarse asociado a otros minerales como: uraninita, ilsemannita, jordisita, iriginita, schoepita, uranofana, rutherfordina, calcurmolita, fluorita, pirita, yeso o cuarzo.
calcurmolite, fluorite, pyrite, gypsum, quartz.

## Usos
Se extrae en las minas mezclado con otros minerales del uranio como mena de este estratégico elemento.